# Папирус (биљка)
Папирус (лат. Cyperus papyrus) је зељаста биљка која је још од давнина расла у долини реке Нила. Користили су је Египћани, и то у више намена. Користили су њену младицу за јело, корење за израду корпи и кошара, а од стабала су се правили лаки чамци. Користио се и лист, и то као материјал за писање. По томе је ова биљка најпознатија.